# محمد جميل روزبياني
محمد جميل روزبياني (محەممەد جەميل رۆژبەيانى) (1913-2001م) كاتب ومؤرخ كردي من العراق ولد بناحية قره حسن في محافظة كركوك.

## حياته
لما بلغ محمد الرابعة من عمره قرأ القرآن لدى والدته زهراء بنت حسن محمد سلمان روزبياني وعند تلاميذ والده برعاية الملا عبد الله بن الملا رحيم الجرستاني، فختم القرآن سنة 1919 وهو في السادسة من عمره.
ثم انتقلت دارهم إلى قرية (باداوا) فتعلم هناك عند الملا سيد عبد الوهاب القراءة والكتابة وقرأ الاحمدية وعقيدة نامه وإسماعيل نامه وغيرها من المقدمات المتداولة، حيث كان يدرس مع إسماعيل شنوي لدى والد محمد جميل.
في سنة 1922 حينما رجع الشيخ محمود الحفيد البرزنجي من المنفى وصار ملك كوردستان، عين الملا احمد مدرسا في الجامع الكبير في السليمانية وصحب معه محمد جميل فدرس كلستان وبوستان وعوامل وفتح القريب. وفي عام 1924 حين احتل الإنجليز مدينة السليمانية، رجع الملا احمد إلى باداوا مع ابنه محمد جميل.
وفي عام 1925 تم تعين والده مدرسا واماما وخطيبا في جامع فرهاد (منارة نقشين) في كركوك، فأخذه معه، ودرس المقدمات. إلا أن الجهات الرسمية امرت الملا احمد بترك كركوك بكتاب صادر عن متصرف اللواء بناء على تقارير مفادها ان الملا احمد من جماعة الشيخ محمود، فرجع الملا احمد إلى باداوا مع طلاب العلوم، وكان قد فتحت في باداوا مدرسة حكومية رسمية، حيث قبل محمد جميل روزبياني في الصف الثالث الابتدائي ودرس الصفين الرابع والخامس.
ثم انتقل الملا احمد إلى قرية فرقان سنة 1928، حيث داره واملاكه، فأخذ محمد جميل يزاول الدراسة لدى والده مع الطلاب، إلا أن السيد احمد خانقاه باع حصته في فرقانه للشيخ طالب الطالباني فاختلف مع الملا احمد وعطل المدرسة واوعز إلى الطلاب بترك المدرسة، فقصد محمد جميل كركوك فتتلمذ على يد قريبه الملا سيد يوسف روزبياني الامام في جامع حسن مكي في قلعة كركوك ثم نقل الملا سيد يوسف اماما وخطيبا إلى بردي أو آلتون كوبري. فأخذ معه محمد جميل حيث بقي طالبا في بردي حتى سنة 1933.
بعد ذلك قصد أربيل فتتلمذ على يد العالم الجليل الملا عبد الله البيتواتي، وفي سنة 1934 انتقل إلى قرية عوينة للدراسة على يد الملا عثمان، لكنه لم يدرس الا اياما، حيث غادر القرية بسبب مقتل والده، فسافر إلى كفري وتتلمذ على يد العالم الجليل المفتي محمد سعيد افندي.
وفي عام 1942 اعتقل في كركوك ونفي إلى سجن نقرة السلمان، ثم إلى العمارة، حيث بقي في المعتقل أكثر من سنتين، ترجم أثناء اعتقاله كتابين هما (تأريخ السليمانية) و (شرفنامه) إلى اللغة العربية وبعد إخراجه عاد إلى دار اخيه الملا محمد امين في متاره، حيث ترك فرقان بعد مقتل والده. فلبث اعواما يقضي اوقاته بالمطالعة والكتابة ومكافحة الامية إذ كان يدرس الصبيان نهارا والرعاة والفلاحين ليلا بدون مقابل.
بعد مدة انتقل إلى بيانلو فأخذ يدرس أولاد القرية مجانا، وفي سنة 1947 قضت عواصف اسراب الجراد على الزرع والكلاء فاضطر ان يعمل كمراقب عمال زراعي في قرية هيبة لمدة أربعة أشهر، وكان يقضي اوقاته بعد العمل بتعليم صبيان القرية.
ثم عاد إلى كركوك. كتب في صحيفة صوت الأحرار مقالا بعنوان «عيد نوروز لايتنافى والدين الإسلامي» فتخاصم بسببه مع أحد الشيوخ في اربيل.
أخيرا استقر مقامه في بغداد وبقي فيها لمدة طويلة مستمراً في نشاطه الأدبي والفكري إلى ان أغتيل غدرا بيد سلطات البعث عام 2001.

## من مؤلفاته
- شرفنامه (ترجمة).
- بغداد الجنة العامرة (ترجمة وتعليق) عام 1998 م. من منشورات المجمع العلمي العراقي ويضم الكتاب معلومات عن بغداد من حيث تقدمها بعد انسلاخها من المملكة العثمانية وتشكل الحكومة الوطنية.
- أثران تايخيان عند الكرد عام 1995 م عن دار المجمع العلمي العراقي ويتناول الكتاب قبائل الأكراد ومناطق استيطانهم في العراق وإيران وتركيا وسوريا وتاريخهم الحضاري والأثري.[2]
- ولاته كه ت باشتر بناسه صدر عن دار آراس للنشر عام 2005 م.